# Postales del Este
Postales del Este es una novela española escrita por la autora Reyes Monforte. Esta novela, que encaja dentro de la categoría de novela histórica, narra la estancia de Ella, una joven francesa, en el campo de concentración y exterminio de Auschwitz durante el Holocausto nazi y la Segunda Guerra Mundial. Esta novela, publicada en marzo de 2020 por Peguin Random House Grupo Editorial, es la última novela de la autora. 
Postales del Este es una novela basada en hechos reales. Según declaraciones de Reyes Monforte para diversos medios de comunicación, Ella es el único personaje ficticio; el resto de personajes y acontecimientos son reales, siempre acompañados de un componente ficticio para dar cohesión a la trama.
"Ella es una creación literaria, un personaje de ficción basado en experiencias y testimonios de mujeres reales que fueron enviadas como prisioneras al campo de Auschwitz-Birkenau. Ella representa a todas las mujeres víctimas de la sinrazón nazi. El resto de personajes que aparecen en la novela son reales, así como los hechos que en ella se narran mediante la ficción literaria. Los verdugos aparecen con sus nombres y apellidos auténticos. La mayoría de las víctimas que así lo reconocieron, dando su testimonio de manera explícita, y que pudieron ser identificadas, también aparecen con sus nombres verdaderos. Aquellas víctimas cuya existencia fue reconocida por los testimonios de los supervivencias, pero no pudieron ser identificadas, aparecen con nombres ficticios, aunque, sin duda, existieron". 

(Monforte, 2020)

## Sinopsis

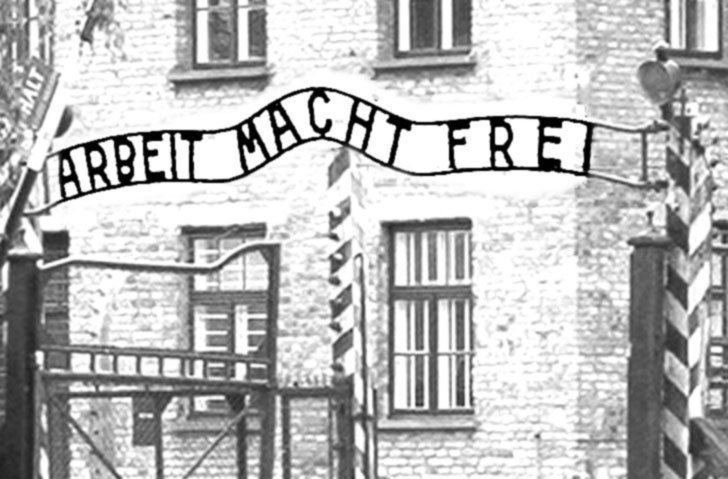
Cartel de la entrada de Auschwitz I.

Una tarde como otra cualquiera, Bella, una mujer adulta que reside en Nueva York, recibe a su tía Mia para tomar un café. Esa visita, sin embargo, no resulta ser como otra cualquiera. Mia le cuenta a Bella que su madre Ella, tras morir, dejó como legado una caja llena de postales, que su hija debía leer cuando llegase el momento y, así, descubrir la verdad sobre su pasado. Bella, conmocionada, se inicia en el relato de cómo su madre Ella, siendo joven, pasó un infierno hace cuarenta años en un lugar antes colmado de terror: el campo de concentración de Auschwitz.
Ella, una joven francesa y judía, es enviada a Auschwitz en septiembre de 1943. Como muchos otros judíos, Ella no comprendía por qué les desplazaban hasta Polonia, y pronto se da cuenta del horror que rodea y que contiene Auschwitz. Pronto, Ella logra hacerse con un puesto privilegiado dentro del campo de exterminio: la jefa del centro, Maria Mandel, descubre que Ella tiene una caligrafía perfecta y la incorpora a trabajar como copista en la Orquesta de Mujeres de Auschwitz. Además, gracias al amplio conocimiento en idiomas de Ella, consigue trabajar en el Kanada, el centro de almacenamiento de pertenencias de los prisioneros. Allí, Ella empieza a descubrir cartas y postales de todos los judíos presos o asesinados, y decide iniciar su propia rebelión personal y clandestina. 

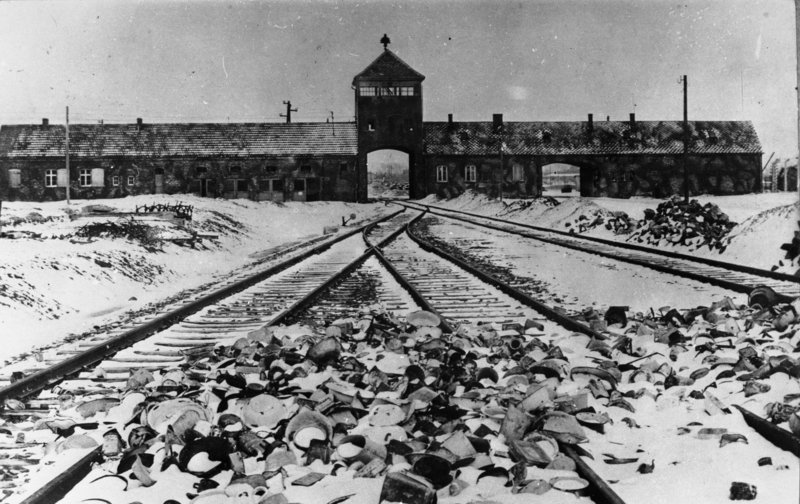
Entrada de Auschwitz Birkenau.

Con el objetivo de conservar y honrar la memoria de los asesinados, Ella recopila postales y escribe los nombres de aquellos que conoce, para que, cuando todo eso acabara, gracias al poder de la palabra su memoria siguiera viva y nadie olvidara lo que habían padecido en aquel infierno en medio de Polonia. Pese a las advertencias de las presas, Ella continúa con su labor, y esconde las postales y todos los papeles que recoge en una caja de latón, con la esperanza de que ningún oficial lo encuentre, pues sabe que esa sería su condena de muerte. Sin embargo, las amenazas que azotan la vida de Ella en Auschwitz no dejan de aumentar. Maria Mandel, apodada “la Bestia”, la elige como ayudante, y se le asigna trabajar como asistente y traductora para “el Ángel de la Muerte” de Auschwitz: el doctor Josef Mengele. Ambos, la guardiana y el oficial de las SS, someten a Ella a multitud de maltratos, vejaciones y abusos físicos y sexuales continuos. Sin embargo, gracias al apoyo de presas, que se convierten para Ella en amigas, como la doctora Gisella Perl o Alicja, y al cariño del hombre al que ama, Joska, la joven Ella se mantiene perseverante escribiendo las historias de aquellos que perecieron para que nadie olvide quiénes fueron y lo que vivieron.

## Personajes
- Ella: es la protagonista de la historia. Ella es una joven francesa y judía que acaba, junto con sus padres y su prometido, en el campo de concentración de Auschwitz-Birkenau. Gracias a su conocimiento de idiomas, logra librarse de la muerte y las duras condiciones de otras prisioneras, y consigue hacerse con un trabajo en el Kanada. Maria Mandel la convierte en su asistente, y trabaja también como ayudante del doctor Mengele durante sus experimentos. Ambos la maltratan física y verbalmente. Una de sus principales funciones en el campo de Auschwitz es hacer que los nuevos presos escriban postales a sus familias, estrategia que los nazis usaban para localizar más familias judías escondidas.[3] A raíz de esto, Ella comienza, clandestinamente, a recopilar algunas de esas postales y a escribir nombres de judíos fallecidos en un acto de rebelión, jugándose la vida con el único propósito de conservar la memoria de aquellos que fueron asesinados durante el Holocausto. Según cuenta Reyes Monforte, Ella es el único personaje de la novela que no existió; para la autora, Ella encarna la historia de muchas mujeres que sufrieron en Auschwitz. Su historia está basada en un testimonio contado por una mujer judía en los Juicios de Núremberg, pero sin haber conservado su nombre.

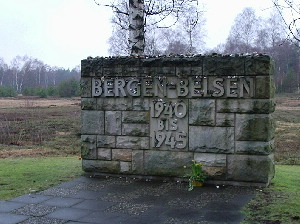
Campo de concentración Bergen Belsen.

- Bella: es la hija de Ella. Nace en el campo de concentración de Bergen-Belsen justo en el momento de la liberación del campo por los soldados británicos. Ella se queda embarazada durante su estancia en Auschwitz, y pese a que ella siempre afirma que el hijo es de su prometido Joska, la novela deja la duda abierta de que el bebé sea fruto de una violación de Josef Mengele hacia Ella. Bella recibe al comienzo de la novela las postales escritas por su madre tras haber muerto Ella, y a través de ella se narra toda la historia de Ella en Auschwitz.
- Joska: es el prometido de Ella. Llegan a la vez al campo de concentración de Auschwitz-Birkenau, y por el protocolo que allí seguían son separados inmediatamente. Joska es obligado a trabajar con los Sonderkomando, encargándose de engañar y preparar a los prisioneros que iban a morir en las cámaras de gas. Joska y Ella se encuentran clandestinamente 3 veces durante su estancia en el campo de concentración, y él le pide que deje de poner en riesgo su vida recopilando y escribiendo postales; le dice que no va a servir para nada. En esos encuentros, Joska confiesa a Ella su intención, junto con un grupo de prisioneros, de dinamitar un crematorio, para atraer la atención de la población exterior hacia Auschwitz y que se supiera lo que allí estaba pasando. Tras ese acto de rebelión, Joska es asesinado.
- Maria Mandel: también apodada “la Bestia”, fue una mujer austriaca que trabajó al servicio de las SS nazis, logrando un puesto de alto rango en el campo de concentración de Auschwitz. Con 30 años es nombrada jefa de campo de Auschwitz-Birkenau, y desde 1942 hasta su detención en 1945 fue responsable de la muerte de medio millón de mujeres prisioneras.[3] Durante la novela, Mandel escoge a Ella como asistente, y la maltrata físicamente, la amenaza con la muerte continuamente y la trata con el desprecio propio de los nazis a los judíos. Ella es testigo durante toda la novela de Mandel ahogando a niños y asesinándolos, mandando a mujeres al crematorio, torturando a prisioneras con su látigo. Sin embargo, Mandel siente debilidad por la música, y en su estancia en el campo de concentración crea la Orquesta de Mujeres de Auschwitz con Alma Rosé de directora.[3] Estas mujeres tenían una posición privilegiada dentro del campo, y tocar en la orquesta era su garantía de vida. Tocaban para dirigentes nazis en cenas, se organizaban conciertos en el campo…, bajo la supervisión de Maria Mandel. Ella está en contacto con la Orquesta al convertirse en copista de partituras. Maria Mandel fue detenida y juzgada por crímenes contra la humanidad en Cracovia, en el año 1947, y murió ahorcada el 24 de enero de 1948 con 36 años.[3]
- Josef Mengele: apodado “el Ángel de la Muerte”, Mengele fue un doctor y oficial de las SS que trabajó en el campo de concentración de Auschwitz realizando experimentos con hombres, mujeres y niños. Era también uno de los encargados en determinar quiénes marchaban a las cámaras de gas. Mengele estudió e investigó a gemelos, el fenómeno del enanismo, experimentó con presos con heterocromía y otras anomalías hereditarias, inyectaba cemento en úteros de mujeres prisioneras para probar métodos de esterilización, etc.[4] Tras los exámenes médicos -que muchas veces venían acompañados de tortura-, Mengele asesinaba a sus “pacientes” con una inyección de fenol y realizaba la autopsia a sus cuerpos para experimentar con sus órganos.[5] En la novela, Mengele utiliza a Ella como ayudante y traductora en abortos forzados, y en torturas a mujeres embarazadas y a niños. El “Ángel de la Muerte” se encapricha de Ella, la fuerza a tener relaciones sexuales, y la maltrata física y sexualmente. Justo antes de la liberación del campo de concentración de Auschwitz, Josef Mengele huyó de Alemania y se refugió en Latinoamérica con otro nombre para evitar los juicios y la condena a muerte que iba a recibir. Su cuerpo fue encontrado en Sao Paulo en 1985 y se confirmó su identidad después de 7 años.[4]
- Irma Grese: apodada como “el ángel de Auschwitz” o “la cancerbera”, fue una de las mujeres más crueles de Auschwitz. Se la describe como una joven muy bella, rubia, de ojos claros, imagen física que contrastaba con su crueldad. Con 20 años entra en Auschwitz como guardia y mujer de más alto rango después de Mandel. Controlaba a las presas, las torturaba y maltrataba con un látigo, destrozaba los pechos y los cuerpos de las mujeres que consideraba más bellas, lanzaba a sus perros a matar a las prisioneras, abusaba sexual y físicamente de niños…, y se estima que realizaba en torno a 30 crímenes diarios.[6] En la novela, Irma Grese aparece como la segunda de Mandel, y hay un episodio que Ella presencia que la obliga a partir de Auschwitz hacia el campo de Bergen-Belsen: Grese se queda embarazada, muy probablemente de Josef Mengele, y obliga a la doctora Gisella Perl a que le practique un aborto, con Ella de ayudante. Finalmente, Irma Grese fue detenida en 1945, y durante el juicio negó todas las acusaciones, pero nunca renegó de su ideología nazi. Fue ejecutada el 13 de diciembre de 1945 con 22 años.[7]
- Gisella Perl: la doctora Perl era una ginecóloga y obstetricia que, junto con su familia, fue enviada desde Hungría hasta el campo de concentración de Auschwitz. Josef Mengele asignó a Gisella Perl a trabajar en el hospital, y acabó siendo encargada de identificar a las mujeres embarazadas y, por orden de Mengele, decirles que serían enviadas a un campo nuevo con mejores condiciones. Se dio cuenta del engaño, y de que Mengele la utilizaba para identificar a mujeres embarazadas, experimentar con ellas, torturarlas y mandarlas al crematorio, y a partir de ese momento, la doctora Perl invirtió su tiempo en Auschwitz ayudando a las mujeres encintas a sobrevivir practicándoles abortos y salvando la vida de la madre.[8] Muchas eran las mujeres que se quedaban embarazadas en Auschwitz, pues las relaciones sexuales y las violaciones entre soldados y presas eran muy habituales.[9] En la novela, Ella se convierte en la ayudante de Gisella Perl en sus actividades clandestinas: si el embarazo no estaba muy avanzando, Perl se hacía con el material médico que podía y practicaba un aborto a la mujer. Sin embargo, si el embarazo ya estaba avanzando, forzaba el parto y, tras nacer el niño, lo envenenaba. Gisella Perl, tras salir del campo, declaró que matar a esos bebés fue un sufrimiento muy grande para ella, pero que sabía que, si no lo hacía, la vida del niño y la de la madre acabarían; de esta forma, según afirmó la doctora, la vida del niño ya estaba condenada, y por lo menos salvaba la de la mujer.[9] Gisella Perl, en la novela, ayuda a Ella a ocultar su embarazo, a mantenerla sana y, finalmente, la ayuda en el parto. Bella, la hija de Ella, acude una clínica de fertilidad en Nueva York donde trabaja la doctora Perl, y esta la ayuda a ser madre.
- Alicja: es una reclusa veterana de Auschwitz, que había sido trasladada del campo de Ravensbrück, donde había sido la “mascota”, según la define la autora, de Maria Mandel. En Auschwitz, Alicja habla con Ella en varias ocasiones de la muerte y el horror que ocurren en el campo de exterminio. Finalmente, Alicja se suicida corriendo hacia una valla electrificada.
- Alma Rosé: fue una prestigiosa violinista austriaca, y en julio de 1943 fue enviada al campo de concentración de Auschwitz. Aunque a su llegada los nazis no la reconocieron, su trayectoria como violinista la salvó de morir en las cámaras de gas. Se convirtió en la directora de la Orquesta de Mujeres de Auschwitz, y fue la protegida de Maria Mandel, quien sentía mucho respeto hacia la violinista a pesar de ser judía. Era muy exigente con las participantes de la orquesta, y ayudó a que muchas mujeres permanecieran en ese oficio y salvaran la vida. Se encargó de que se tocara para los altos cargos de las SS piezas de Strauss, Mozart y muchos compositores prestigiosos. Sin embargo, en abril de 1944 cayó enferma y murió el día 4 de ese mes por causas desconocidas -se debate entre muerte por enfermedad o por envenenamiento-. Los oficiales de las SS dejaron que se celebrara un acto en su memoria, y fue quizás la única vez que se honró la muerte un recluso judío.[10] Ella, durante toda su estancia en Auschwitz, está en contacto con Alma Rosé al trabajar en la orquesta, y presencia su muerte. La novela muestra el dolor de Maria Mandel con la muerte de su protegida, y pese a que las participantes de la Orquesta de Mujeres temen por su futuro tras la muerte de su directora, la orquesta permaneció a cargo de una pianista ucraniana: Sonya Winogradowa.[11]
- Róza: es una reclusa que se pone en contacto con Ella en varias ocasiones para darle mensajes de su prometido Joska. Es quien les ayuda a reunirse y verse en las tres ocasiones.
- Ana Frank: se la menciona sólo con el nombre de Ana, no se incluye su apellido. Se habla de ella como una chica desconocida que habla con Ella en un momento concreto de su estancia en Auschwitz, y Ana le cuenta que ha escrito unos diarios clandestinamente. Cuando trasladan a Ella al campo de Bergen-Belsen, se entera de que esa chica, Ana, había muerto de tifus junto a su hermana Margot.
- Fania Fénelon: cantante francesa que pasó su estancia en el campo de exterminio de Auschwitz como cantante principal de la Orquesta de Mujeres. Fue trasladada a Bergen-Belsen -junto a Ella y sus compañeras en la novela-, y cuando este campo fue liberado por los británicos, cantó en su honor.[12] Este episodio aparece en la novela, justo en el momento en el que Ella da a luz a su hija, y Fania le dedica el canto a ella, como regalo.
- Mia: es la hermana de Ella. No es enviada a Auschwitz, sino que consigue escapar y emigrar. Es la que le cuenta a Bella toda la historia de su madre.
- Nadine: es la madre de Ella. Fallece en Auschwitz.
- André: es el padre de Ella. Fallece en Auschwitz.
- Capitán Adam Crown: es un soldado británico que llega con las tropas que liberan el campo de Bergen-Belsen. Ayuda a Ella tras su parto y le ofrece comida. Posteriormente, la ayuda a encontrar a su hermana y, finalmente, se casan y se convierte en el padre de Bella.
- Fritz Klein: fue uno de los médicos del campo de concentración de Auschwitz. Llevó a cabo operaciones de práctica y experimentó con medicamentos, drogas y sus efectos en los prisioneros, que causaron a los presos deterioro de los sistemas digestivo y circulatorio.[13] En la novela, Klein aparece como ayudante de Josef Mengele en varias ocasiones, y se dedica a torturar a mujeres y experimentar con ellas.
- Josef Kramer: apodado “la Bestia de Belsen”, Kramer fue el comandante del campo de concentración de Bergen-Belsen, donde sirvió tras haber pasado por otros campos, entre ellos, Auschwitz.[14]

## Crítica
Desde su publicación, Postales del Este ha recibido críticas muy positivas sobre la veracidad de los datos presentados en la novela y la importancia de abordar el tema del Holocausto. Al ser una novela publicada en el 75.º aniversario de la liberación del campo de Auschwitz, Reyes Monforte y Postales del Este ocuparon parte del espacio informativo de cultura en el verano de 2020. 
Figuras como Carlos Herrera han definido la novela como una "obra que rinde memoria" a la liberación de Auschwitz, y, entre muchas otras, también Ángeles López, desde La Razón, calificó la novela como "un admirable relato que nos habla del valor de la memoria y la palabra como linimento contra el horror".